# Himalaphantes azumiensis
Himalaphantes azumiensis is een spinnensoort in de taxonomische indeling van de hangmatspinnen (Linyphiidae).
Het dier behoort tot het geslacht Himalaphantes. De wetenschappelijke naam van de soort werd voor het eerst geldig gepubliceerd in 1979 door Ryoji Oi.